# Planodes deterrens
Planodes deterrens là một loài bọ cánh cứng trong họ Cerambycidae.